# Hauke Goos
Hauke Goos (* 1966) ist ein deutscher Journalist, Redakteur und Reporter.

## Leben und Schaffen
Nach einem Geschichtsstudium besuchte er die Henri-Nannen-Schule. Anschließend war er Reporter für das Magazin „Akte“ bei Sat.1. Ab 1999 war er beim Monatsmagazin SPIEGELreporter, das nach der Einstellung 2001 als Gesellschaftsressort in das Magazin Der Spiegel integriert wurde. Seitdem schreibt er für den SPIEGEL und veröffentlicht eigene Bücher.
Nach langer Tätigkeit im Gesellschaftsressort wechselte Hauke Goos 2017 für kurze Zeit ins Wirtschaftsressort, bevor er 2018 zum Gesellschaftsressort zurückkehrte.
Im Zusammenhang mit der Relotius-Affäre wurde das Gesellschaftsressort umstrukturiert und Goos stellvertretender Leiter des in „Reporter“ umbenannten Ressorts.
Hauke Goos erhielt den Henri Nannen Preis in den Jahren 2009, 2011 und 2012 sowie den Deutschen Reporterpreis 2009.

## Werke
- Ein Sommer wie seither kein anderer: Wie in Deutschland 1945 der Frieden begann – Zeitzeugen berichten. Deutsche Verlags-Anstalt, München 2021. ISBN 9783421048813, ISBN 9783641275860 (online).